# (473149) 2015 KU12
(473149) 2015 KU12 es un asteroide perteneciente al cinturón de asteroides, descubierto el 8 de enero de 2010 por el equipo del Mount Lemmon Survey desde el Observatorio del Monte Lemmon, Arizona, Estados Unidos.

## Designación y nombre
Designado provisionalmente como 2015 KU12.

## Características orbitales
2015 KU12 está situado a una distancia media del Sol de 2,741 ua, pudiendo alejarse hasta 3,117 ua y acercarse hasta 2,366 ua. Su excentricidad es 0,137 y la inclinación orbital 11,86 grados. Emplea 1658 días en completar una órbita alrededor del Sol.

## Características físicas
La magnitud absoluta de 2015 KU12 es 16,7. Tiene 2,793 km de diámetro y su albedo se estima en 0,033.